# Hermann Schütz (Maler)
Hermann Karl Friedrich Schütz (* 10. Dezember 1875 in Schwerin; † 11. Mai 1953 ebenda) war ein deutscher Maler, Illustrator und Militärzeichner.

## Leben
Hermann Schütz war ein Sohn des Ministerial-Kontrolleurs Ludwig August Ernst Schütz und dessen Frau Auguste Emilie Sophie, geb. Schlosser (* 1848). Er wuchs, ebenso wie sein Zwillingsbruder Georg Schütz – in die Gründerzeit des Deutschen Kaiserreichs hinein. In ihrer Geburtsstadt Schwerin besuchten beide gemeinsam erst das dortige Fridericianum, anschließend die Königliche Kunstschule in Berlin.
Nach seinem Studium arbeitete Schütz zunächst noch einige Zeit in Berlin, dann auch in Augsburg, Nürnberg und Stuttgart, bevor er sich wieder zurück in seine Heimatstadt begab, in der er dann bis zu seinem Tode wirkte.
Nach verschiedenen Illustrationen in Büchern und Zeitschriften bis in die Zeit der Weimarer Republik wurde Hermann Schütz – wiederum mit seinem Bruder Georg – in den 1930er Jahren bekannt für seine Zeichnungen für Das deutsche Reichsheer. Die beiden Zwillingsbrüder lieferten zudem die künstlerische Ausgestaltung der in Schwerin errichteten Kaserne der Panzerabwehr-Abteilung 12.

## Bekannte Werke (Auswahl)
- Ab 1906: Illustrationen für die Woche für die deutsche Jugend. Verlag August Scherl[1], Berlin.
- 1915: Illustrationen für Alice Czelechowski: Hansl. Wulfers[1], Köln.
- 1928: Abbildungen in Klaus Albrecht: Pütz. In: Mecklenburgische Monatshefte. Zeitschrift zur Pflege heimatlicher Art und Kunst. Band 4 (1928), Heft 5, S. 259 ff.[1]
- 1934: Buchschmuck für Klaus Albrecht: Der Quaduxenkrieg. Eine Geschichte aus Mecklenburgs dunkelsten Tagen. Niederdeutscher Beobachter, Schwerin 1934[2]